# Serra de les Abrines
La Serra de les Abrines és una serra situada a cavall dels termes municipals de Calders i de Monistrol de Calders, a la comarca del Moianès, amb una elevació màxima de 613 metres.
Està situada a l'esquerra del Calders, en un lloc on aquest riu fa un gran meandre per tal de canviar de direcció i fer tota la volta a l'extrem nord de la serra de les Abrines. Just en aquest extrem de la serra hi ha el Castell de Calders, dalt d'un turó aïllat que és, de fet, la continuïtat de la serra de les Abrines.
A l'extrem de migdia es troba el Serrat de Mussarra, que és la seva continuïtat natural en aquella direcció, i tot el Pla de Mussarra, amb l'antic veïnat de masies, moltes d'elles actualment desaparegudes, que havien constituït la parròquia rural de Sant Pere de Mussarra.